# Serumamyloid P
Serumamyloid P (SAP) är ett protein som förekommer i serum. Det är serumformen av amyloid P komponent (AP), ett pentameriskt protein med en molekylmassa på 25 kilodalton som först identifierades som en pentagonal beståndsdel i den patologiska vävnadsinlagring som kallas amyloid.APCS är den mänskliga genen.

## Vid amyloidos
AP utgör 14 procent av den torra massan av amyloidavlagringar och tros vara en viktig bidragande orsak till patogenesen av en besläktad grupp av sjukdomar som kallas amyloidoser. Dessa tillstånd kännetecknas av den ordnade aggregationen av normala globulära proteiner och peptider till olösliga fibrer som stör vävnadsarkitekturen och är associerade med celldöd. AP tros dekorera och stabilisera aggregat genom att förhindra proteolytisk klyvning och därmed hämma borttagning av fibriller via de normala proteinfångande mekanismerna. Denna uppfattning används i den rutinmässiga kliniska diagnostiska tekniken för SAP-scintigrafi där radiomärkt protein injiceras i patienter för att lokalisera områden med amyloidavlagring. SAP-amyloid-associationen har också identifierats som ett möjligt läkemedelsmål för anti-amyloidterapi, med den senaste utvecklingen och första etappen av kliniska prövningar av en förening som kallas CPHPC (R-1-[6-[ R -2-) karboxi-pyrrolidin-1-yl]-6-oxohexanoyl] pyrrolidin-2-karboxylsyra), en liten molekyl som kan avlägsna AP från avlagringar genom att minska nivåerna av cirkulerande SAP.

## Struktur

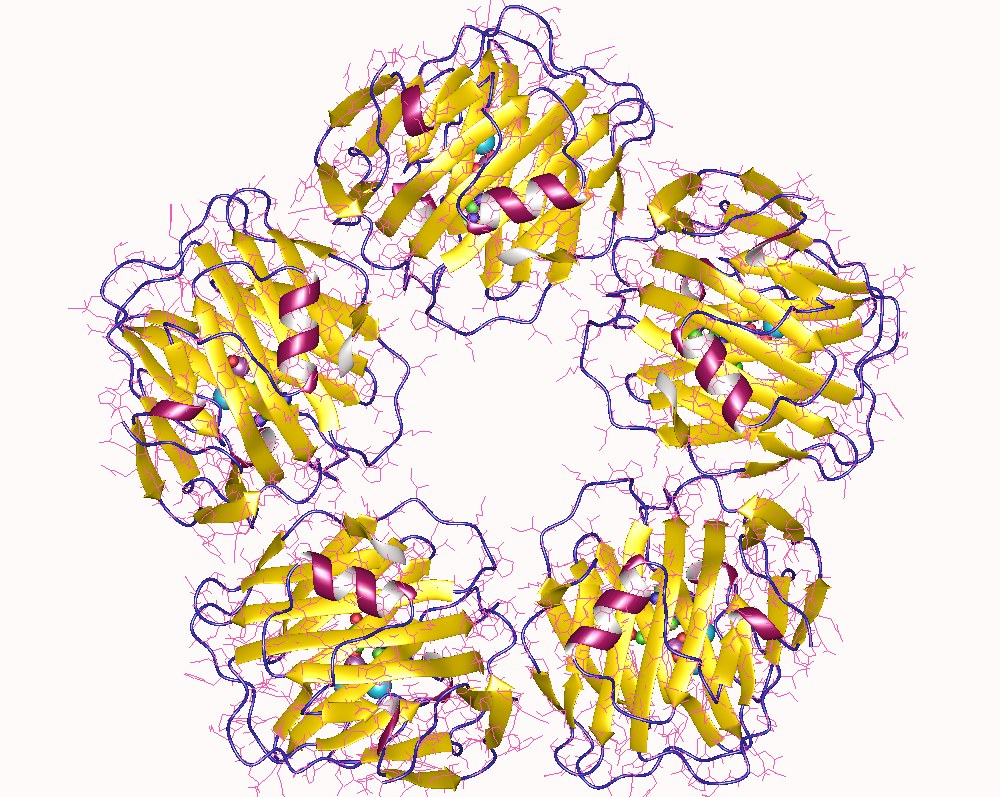
Strukturmodell av serum amyloid P.

SAP är en medlem av pentraxinfamiljen, kännetecknad av kalciumberoende ligandbindning och distinkt tillplattad β-jellyroll-struktur som liknar den hos baljväxtlektinerna. Namnet "pentraxin" kommer från det grekiska ordet för fem (penta) och bär (ragos) som relaterar till den radiella symmetrin hos fem monomerer som bildar en ring med en diameter på cirka 95 Å och en djup på 35 Å. Human SAP har 51 procent sekvenshomologi med C-reaktivt protein (CRP), ett klassiskt plasmaprotein med akut fassvar, och är mer avlägset i förhållande till de "långa" pentraxinerna som PTX3 (en cytokinmodulerad molekyl) och flera neuronala pentraxiner.(Limulus polyphemus).